# إساياس سوريانو لوبيز
إساياس سوريانو لوبيز (بالإسبانية: Isaías Soriano López)‏ هو سياسي مكسيكي، ولد في 7 يونيو 1959. حزبياً، نشط في الحزب الثوري المؤسساتي. وقد انتخب عضو مجلس النواب المكسيك.